# Cesare Poli
Cesare Poli (Breganze, 1945. január 6. – 2024. szeptember 7.) bajnoki aranyérmes olasz labdarúgó, hátvéd.

## Pályafutása
1965 és 1967 között a Lanerossi Vicenza, 1967 és 1969 között az Internazionale, 1969 és 1971 között a Cagliari, 1971 és 1973 között ismét a Vicenza labdarúgója volt. 1973 és 1975 között a Cagliari csapatában fejezte be az aktív játékot. Tagja volt az 1969–70-es idényben olasz bajnok Cagliari együttesének.

## Sikerei, díjai
Cagliari
- Olasz bajnokság (Serie A)
  - bajnok: 1969–70